# Biblioteka Pod Atlantami
Biblioteka pod Atlantami – wałbrzyska biblioteka, pełniąca funkcję biblioteki publicznej dla miasta i powiatu wałbrzyskiego. Mieści się w zabytkowej kamienicy "Pod Czterema Atlantami" w wałbrzyskim Rynku. 

## Historia
Historia biblioteki w Wałbrzychu sięga 1945 roku, kiedy to w mieście zawiązał się komitet na rzecz budowy Miejskiej Biblioteki Publicznej. Swego czasu wydrukowano nawet apel, aby każdy, kto wyjeżdża do Polski centralnej, przywiózł ze sobą co najmniej dwie książki i przekazywał je formującej się bibliotece. Jednak akcja ta przyniosła mizerne rezultaty, bowiem zasoby biblioteki zwiększyły się zaledwie o 14 tytułów. Poradzono sobie zatem inaczej z tym problemem. Ustanowiono przepis, że każdy kto się zapisze w poczet czytelników biblioteki, musi ofiarować placówce dwie książki i opłacić 25 zł cegiełkę. Oficjalne otwarcie biblioteki nastąpiło 1 grudnia 1945 roku. Pierwszym kierownikiem biblioteki został przybyły ze Schodnicy Marian Jachimowicz. Jeszcze w grudniu zapisano pierwszych 9 czytelników oraz przeprowadzono uliczną zbiórkę pieniędzy na rzecz biblioteki. Księgozbiór wzrósł dosyć znacznie z 107 pozycji w chwili otwarcia do 668 pozycji na dzień 31 grudnia 1945 roku. 17–18 lutego 1946 roku biblioteka była organizatorem tzw. Tygodnia Książki. Akcja okazała się skuteczna, a zasoby placówki zwiększyły się o 300 woluminów i 80 tysięcy złotych. Na początku roku 1947 zasoby biblioteki liczyły już 2500 pozycji i był to – jak podaje Ryszard Zawadzki w swej pracy pt. Rozwój działalności publicznych bibliotek powszechnych na Dolnym Śląsku – największy i najbogatszy księgozbiór polski w ówczesnym województwie wrocławskim. 
Rok 1948 to okres dynamicznej rozbudowy i rozwoju biblioteki. Wzbogacał się również księgozbiór obcojęzyczny, rozbudowywany głównie na podstawie darów, np. Konsulat Brytyjski przekazał 81 woluminów w języku angielskim, a Towarzystwo Przyjaźni Francusko-Polskiej przekazało ponad 200 woluminów w ojczystym języku Francuzów. Prężnie rozwijały się też filie biblioteki. 
W 1951 było ich już 7, a łączny księgozbiór liczył 29 211 książek oraz 3601 czytelników, którzy dokonali 57200 wypożyczeń. W zasobach można było znaleźć pozycje z beletrystyki, historii literatury czy filozofii. W latach 1946–1956 biblioteka podlegała pod Ministerstwo Oświaty, które dzieliło centralnie pieniądze, w efekcie czego wałbrzyska biblioteka uzyskała 40 000 pozycji, jednak w większości mało wartościowych. Lata te to także okres politycznych perturbacji, które nie pozostały bez znaczenia dla księgozbioru wałbrzyskiej biblioteki. Wiele książek zniszczono lub skonfiskowano, co poskutkowało stratą ponad 45 tysięcy książek z placówki miejskiej. 
W 1970 roku biblioteka miała już 10 filii, 6 oddziałów dziecięcych, a jej zbiory liczyły 180 000 książek. Zapisanych było ponad 23 tysiące czytelników dokonujących 483 tysięcy wypożyczeń. Oznaczało to, że na jednego Wałbrzyszanina przypadało 1,35 woluminu, podczas gdy średnia w województwie wynosiła 1,6. W 1973 roku nastąpiło zespolenie Powiatowej Biblioteki Publicznej z Miejską Biblioteką Publiczną, co po reformie administracyjnej w 1975 roku dało Wojewódzką Bibliotekę Publiczną. W latach 1980–1990 postępował dalszy rozwój biblioteki. W 1983 roku otwarto dwie specjalistyczne filie – dla niedowidzących i niewidomych oraz filię dla dzieci na Podzamczu. 
W 1993 roku biblioteka także dostała od miasta gmach blisko wałbrzyskiego rynku, który był dobrze przystosowany do funkcji bibliotecznych. Księgozbiór wzrósł dalej z 322 582 pozycji w 1980 do 514 464 w 1991 roku. Rosły również zasoby filii nr 15 na Podgórzu i Oddziału Zbiorów Specjalnych w Starym Zdroju. Łącznie te placówki posiadały 19 505 pozycji tzw. książki mówionej i 6154 płyt i kaset. Likwidacji natomiast uległy biblioteki zakładowe, dotowane i utrzymywane przez wałbrzyskie zakłady. Zlikwidowana została dobrze zorganizowana i zasobna biblioteka przy Górniczym Domu Kultury kopalni "Wałbrzych" (70 000 woluminów), biblioteka przy GDK kopalni "Thorez" oraz biblioteka Dolnośląskich Zakładów Maszyn Górniczych "Wamag". Udało się uratować bibliotekę GDK kopalni "Victoria", którą przejęła Wojewódzka Biblioteka Publiczna.

## Stan obecny
Biblioteka dysponuje księgozbiorem o wielkości blisko 300 tys. woluminów, szerokim wyborem prasy codziennej i czasopism (ok. 130 tytułów) oraz bogatymi zbiorami specjalnymi, wśród których przeważającą część stanowią dokumenty audiowizualne (w tym audiobooki) oraz tzw. regionalia. Biblioteka wykorzystuje elektroniczne technologie w zakresie rejestracji czytelników i wypożyczeń, tworzy i udostępnia bazy danych dotyczących swych zbiorów. Prowadzi działalność wystawienniczą w Galerii pod Atlantami oraz Pokoju Pamięci Poety Mariana Jachimowicza, czyli izbie muzealnej poświęconej wałbrzyskiemu poecie i pierwszemu kierownikowi biblioteki w powojennym Wałbrzychu. 
Biblioteka została wyróżniona nagrodą "Ikar", Dolnośląskim Kluczem Sukcesu oraz wyróżnieniami "Zasłużony dla miasta Wałbrzycha" i "Zasłużony dla Powiatu Wałbrzyskiego", srebrnym medalem "Zasłużony kulturze Gloria Artis" (2015) oraz "Mistrz Promocji Czytelnictwa 2015". 

## Oddziały
Biblioteka ma swoje oddziały w dzielnicach Wałbrzycha:
- Nowe Miasto Filia nr 1 z oddziałem dziecięcym, ul. Piłsudskiego 151-153
- Stary Zdrój Filia nr 3 z oddziałem dziecięcym, ul. Armii Krajowej 45
- Sobięcin Filia nr 5 z oddziałem dziecięcym, ul. 1 Maja 149
- Biały Kamień Filia nr 6 z oddziałem dziecięcym, ul. Andersa 137
- Piaskowa Góra Filia nr 7 z oddziałem dziecięcym, ul. Broniewskiego 65a
- Podzamcze Multimedialna Filia Biblioteczna, ul. Kasztelańska 7

Główna siedziba Powiatowej i Miejskiej Biblioteki Publicznej „Biblioteka pod Atlantami” znajduje się pod adresem Rynek 9.